# Live to Tell
Live to Tell este primul single al Madonnei de pe al treilea album de studio, True Blue, lansat pe 26 martie 1986. Piesa a fost tema muzicalǎ a filmului At Close Range. A fost inclusǎ și pe compilațiile The Immaculate Collection, Something to Remember și Celebration.

## Recepția

### Performanța în topuri
Discul single a ajuns pe prima poziție în Billbord Hot 100 la doar 8 săptămâni de la lansare, devenind al treilea cântec al solistei clasat pe locul 1, după „Like a Virgin” și „Crazy for You”, ambele în anul precedent.

### Certificate
| Țara   | Certificat |
| ------ | ---------- |
| Franța | Argint     |

## Premii și recunoașteri
| Anul | Ceremonia         | Premiul                       | Rezultatul |
| ---- | ----------------- | ----------------------------- | ---------- |
| 2005 | AssociatedContent | Top 500 Songs of the 1980s    | Locul 253  |
| 2009 | Billboard         | Cântecele de top ale Madonnei | Locul 8    |